# Rocca Massima
Rocca Massima is een gemeente in de Italiaanse provincie Latina (regio Latium) en telt 1096 inwoners (31-12-2004). De oppervlakte bedraagt 18,1 km², de bevolkingsdichtheid is 61 inwoners per km².

## Demografie
Rocca Massima telt ongeveer 496 huishoudens. Het aantal inwoners daalde in de periode 1991-2001 met 2,7% volgens cijfers uit de tienjarige volkstellingen van ISTAT.
| Jaar | Inwoneraantal |
| ---- | ------------- |
| 1991 | 1135          |
| 2001 | 1104          |

## Geografie
De gemeente ligt op ongeveer 735 m boven zeeniveau.
Rocca Massima grenst aan de volgende gemeenten: Artena (RM), Colleferro (RM), Cori, Segni (RM).
Aprilia · Bassiano · Campodimele · Castelforte · Cisterna di Latina · Cori · Fondi · Formia · Gaeta · Itri · Latina · Lenola · Maenza · Minturno · Monte San Biagio · Norma · Pontinia · Ponza · Priverno · Prossedi · Rocca Massima · Roccagorga · Roccasecca dei Volsci · Sabaudia · San Felice Circeo · Santi Cosma e Damiano · Sermoneta · Sezze · Sonnino · Sperlonga · Spigno Saturnia · Terracina · Ventotene
1. ↑  https://demo.istat.it/?l=it.